# Requiem: Avenging Angel
Requiem: Avenging Angel est un jeu vidéo du type FPS. Il est sorti le 31 mars 1999 sur Windows. Le jeu a été développé par Cyclone Studios et a été édité par Ubisoft.

## Système de jeu
Le jeu commence en Enfer. Le joueur doit recourir à des pouvoirs angéliques afin de se défendre. Ces puissances angéliques sont une fonctionnalité innovante du jeu, et ajoutent une dimension supplémentaire au gameplay. Il est également l'un des premiers jeux à disposer d'une fonctionnalité de bullet time, ce qui ralentit le temps afin de permettre au joueur d'esquiver les balles.
L'armement présent dans le jeu est classique aux autres FPS, du pistolet au railgun. Un des pouvoir angélique est la capacité de posséder un ennemi, et ainsi de pouvoir le contrôler. Cela permet d'accéder à diverses armes qui ne pouvaient pas être utilisés par le joueur.
Requiem a été le premier FPS qui a utilisé un effet de bullet time dans lequel le joueur peut ralentir le temps pour une brève période qui permet d'éviter les balles et de tuer plusieurs ennemis d'un seul coup.
La majorité du jeu se passe sur une période située au milieu du XXIe siècle, et donc la plupart des endroits visités dans le jeu sont des versions stylisées de lieux de tous les jours, y compris un bar, un hôpital et une centrale électrique, entre autres, en plus de passages récurrents en Enfer.

## Accueil
Le jeu reçut des avis plutôt positifs grâce aux graphismes du jeu et à son gameplay.